# Collegio elettorale di Piove di Sacco (Camera dei deputati)
Il collegio di Piove di Sacco fu un collegio elettorale uninominale della Repubblica Italiana per l'elezione della Camera dei deputati. Apparteneva alla circoscrizione Veneto 1 e fu utilizzato per eleggere un deputato nella XII, XIII e XIV legislatura.
Venne istituito nel 1993 con la cosiddetta Legge Mattarella (Legge n. 277, Nuove norme per l'elezione della Camera dei deputati), attuata in seguito al referendum abrogativo del 1993. La legge istituì per la Camera dei deputati e per il Senato della Repubblica un sistema di elezione misto, in parte maggioritario e in parte proporzionale. Il 75% dei parlamentari dell'assemblea veniva eletto in collegi uninominali tramite sistema maggioritario a turno unico; il restante 25% alla Camera veniva eletto tramite sistema proporzionale con liste bloccate.
Il collegio venne abolito insieme a tutti gli altri che costituivano la Camera con la promulgazione della legge elettorale successiva, la cosiddetta Legge Calderoli. Questa prevedeva un sistema proporzionale con premio di maggioranza, che alla Camera veniva attribuito a livello nazionale.

## Territorio
Il collegio di Piove di Sacco era uno dei 37 collegi uninominali in cui era suddiviso il Veneto e, come previsto dal D.Lgs. del 20 dicembre 1993 n. 536, era interamente compreso nella provincia di Padova e comprendeva i seguenti comuni: Agna, Anguillara Veneta, Arre, Arzergrande, Bagnoli di Sopra, Boara Pisani, Bovolenta, Brugine, Candiana, Cartura, Codevigo, Conselve, Correzzola, Legnaro, Piove di Sacco, Polverara, Ponte San Nicolò, Pontelongo, Sant'Angelo di Piove di Sacco, Saonara, Terrassa Padovana e Tribano.

## Eletti
| Elezione | Elezione | Deputato           | Partito                 |
| -------- | -------- | ------------------ | ----------------------- |
|          | 1994     | Vittorio Aliprandi | Polo delle Libertà (LN) |
|          | 1996     | Giovanni Saonara   | L'Ulivo (PPI)           |
|          | 2001     | Filippo Ascierto   | Casa delle Libertà (AN) |

## Dati elettorali

### XII legislatura

#### Risultati proporzionale
| Coalizioni        | Coalizioni                          | Liste                               | Liste                               | Voti   | %     |
| ----------------- | ----------------------------------- | ----------------------------------- | ----------------------------------- | ------ | ----- |
|                   | Polo delle Libertà                  |                                     | Forza Italia                        | 20.724 | 24,48 |
|                   | Polo delle Libertà                  | Lega Nord                           | 13.769                              | 16,27  |       |
| Totale coalizione | Totale coalizione                   | 34.493                              | 40,75                               |        |       |
|                   | Patto per l'Italia                  |                                     | Partito Popolare Italiano           | 15.620 | 18,45 |
|                   | Patto per l'Italia                  | Patto Segni                         | 5.955                               | 7,04   |       |
| Totale coalizione | Totale coalizione                   | 21.575                              | 25,49                               |        |       |
|                   | Progressisti                        |                                     | Partito Democratico della Sinistra  | 11.328 | 13,38 |
|                   | Progressisti                        | Rifondazione Comunista              | 4.365                               | 5,16   |       |
|                   | Progressisti                        | Federazione dei Verdi               | 2.696                               | 3,18   |       |
|                   | Progressisti                        | Partito Socialista Italiano         | 948                                 | 1,12   |       |
|                   | Progressisti                        | Alleanza Democratica                | 787                                 | 0,93   |       |
| Totale coalizione | Totale coalizione                   | 20.124                              | 23,77                               |        |       |
|                   | Alleanza Nazionale                  | Alleanza Nazionale                  | Alleanza Nazionale                  | 5.936  | 7,01  |
|                   | Lega Autonomia Veneta               | Lega Autonomia Veneta               | Lega Autonomia Veneta               | 1.719  | 2,03  |
|                   | Iniziativa dei Popolari Democratici | Iniziativa dei Popolari Democratici | Iniziativa dei Popolari Democratici | 454    | 0,54  |
|                   | Partito della Legge Naturale        | Partito della Legge Naturale        | Partito della Legge Naturale        | 347    | 0,41  |
| Totale            | Totale                              | Totale                              | Totale                              | 84.648 |       |

#### Risultati uninominale
|                               | Vittorio Aliprandi ✔️ Eletto | Polo delle Libertà (FI - LN - CCD - UDC) | 37 788 | 45,44 |  |  |  |  |  |
|                               | Mariano Schiavon             | Patto per l'Italia                       | 19 467 | 23,41 |  |  |  |  |  |
|                               | Mario Fiorin                 | Progressisti                             | 18 974 | 22,82 |  |  |  |  |  |
|                               | Carlo Valerio                | Alleanza Nazionale                       | 6 928  | 8,33  |  |  |  |  |  |
| Totale                        | Totale                       | Totale                                   | 83 157 | 100   |  |  |  |  |  |
|                               |                              |                                          |        |       |  |  |  |  |  |
| Fonte: Ministero dell'interno |                              |                                          |        |       |  |  |  |  |  |

### XIII legislatura

#### Risultati proporzionale
| Coalizioni        | Coalizioni                         | Liste                                     | Liste                              | Voti   | %     |
| ----------------- | ---------------------------------- | ----------------------------------------- | ---------------------------------- | ------ | ----- |
|                   | Polo per le Libertà                |                                           | Forza Italia                       | 14.187 | 16,89 |
|                   | Polo per le Libertà                | Alleanza Nazionale                        | 9.620                              | 11,45  |       |
|                   | Polo per le Libertà                | CCD-CDU                                   | 5.735                              | 6,83   |       |
| Totale coalizione | Totale coalizione                  | 29.542                                    | 35,17                              |        |       |
|                   | L'Ulivo                            |                                           | Partito Democratico della Sinistra | 10.629 | 12,66 |
|                   | L'Ulivo                            | Popolari per Prodi (PPI-SVP-PRI-UD-Prodi) | 8.554                              | 10,18  |       |
|                   | L'Ulivo                            | Rinnovamento Italiano                     | 3.470                              | 4,13   |       |
|                   | L'Ulivo                            | Federazione dei Verdi                     | 1.998                              | 2,38   |       |
| Totale coalizione | Totale coalizione                  | 24.651                                    | 29,35                              |        |       |
|                   | Lega Nord                          | Lega Nord                                 | Lega Nord                          | 20.240 | 24,10 |
|                   | Progressisti                       |                                           | Rifondazione Comunista             | 4.780  | 5,69  |
|                   | Unione Nord Est                    | Unione Nord Est                           | Unione Nord Est                    | 2.762  | 3,29  |
|                   | Lista Pannella - Sgarbi            | Lista Pannella - Sgarbi                   | Lista Pannella - Sgarbi            | 1.127  | 1,34  |
|                   | Movimento Sociale Fiamma Tricolore | Movimento Sociale Fiamma Tricolore        | Movimento Sociale Fiamma Tricolore | 505    | 0,60  |
|                   | Mani Pulite                        | Mani Pulite                               | Mani Pulite                        | 380    | 0,45  |
| Totale            | Totale                             | Totale                                    | Totale                             | 83.987 |       |

#### Risultati uninominale
|                               | Giovanni Saonara ✔️ Eletto | L'Ulivo - Lega Autonomia Veneta | 31 246 | 37,49 |  |  |  |  |  |
|                               | Aldo Bottin                | Polo per le Libertà             | 27 084 | 32,49 |  |  |  |  |  |
|                               | Vittorio Sambin            | Lega Nord                       | 25 026 | 30,02 |  |  |  |  |  |
| Totale                        | Totale                     | Totale                          | 83 356 | 100   |  |  |  |  |  |
|                               |                            |                                 |        |       |  |  |  |  |  |
| Fonte: Ministero dell'interno |                            |                                 |        |       |  |  |  |  |  |

### XIV legislatura

#### Risultati proporzionale
| Coalizioni        | Coalizioni              | Liste                   | Liste                                 | Voti   | %     |
| ----------------- | ----------------------- | ----------------------- | ------------------------------------- | ------ | ----- |
|                   | Casa delle Libertà      |                         | Forza Italia                          | 27.896 | 33,15 |
|                   | Casa delle Libertà      | Alleanza Nazionale      | 6.771                                 | 8,05   |       |
|                   | Casa delle Libertà      | Lega Nord               | 6.390                                 | 7,59   |       |
|                   | Casa delle Libertà      | CCD-CDU                 | 3.379                                 | 4,02   |       |
|                   | Casa delle Libertà      | Nuovo PSI               | 737                                   | 0,88   |       |
| Totale coalizione | Totale coalizione       | 45.173                  | 53,69                                 |        |       |
|                   | L'Ulivo                 |                         | La Margherita (Dem - PPI - RI- UDEUR) | 14.443 | 17,16 |
|                   | L'Ulivo                 | Democratici di Sinistra | 8.634                                 | 10,26  |       |
|                   | L'Ulivo                 | Il Girasole (FdV - SDI) | 1.668                                 | 1,98   |       |
|                   | L'Ulivo                 | Comunisti Italiani      | 1.111                                 | 1,32   |       |
| Totale coalizione | Totale coalizione       | 25.856                  | 30,72                                 |        |       |
|                   | Lista Di Pietro         | Lista Di Pietro         | Lista Di Pietro                       | 3.592  | 4,27  |
|                   | Rifondazione Comunista  | Rifondazione Comunista  | Rifondazione Comunista                | 3.343  | 3,97  |
|                   | Lista Pannella - Bonino | Lista Pannella - Bonino | Lista Pannella - Bonino               | 2.119  | 2,52  |
|                   | Democrazia Europea      | Democrazia Europea      | Democrazia Europea                    | 2.021  | 2,40  |
|                   | Liga Fronte Veneto      | Liga Fronte Veneto      | Liga Fronte Veneto                    | 1.663  | 1,98  |
|                   | Forza Nuova             | Forza Nuova             | Forza Nuova                           | 284    | 0,34  |
|                   | Abolizione scorporo     | Abolizione scorporo     | Abolizione scorporo                   | 94     | 0,11  |
| Totale            | Totale                  | Totale                  | Totale                                | 84.145 |       |

#### Risultati uninominale
|                               | Filippo Ascierto ✔️ Eletto | Casa delle Libertà | 38 438 | 45,65 |  |  |  |  |  |
|                               | Giovanni Saonara           | L'Ulivo            | 32 984 | 39,18 |  |  |  |  |  |
|                               | Sergio Tognon              | Liga Fronte Veneto | 5 028  | 5,97  |  |  |  |  |  |
|                               | Emma Zago                  | Lista Di Pietro    | 3 906  | 4,64  |  |  |  |  |  |
|                               | Corrado Bacco              | Democrazia Europea | 3 837  | 4,56  |  |  |  |  |  |
| Totale                        | Totale                     | Totale             | 84 193 | 100   |  |  |  |  |  |
|                               |                            |                    |        |       |  |  |  |  |  |
| Fonte: Ministero dell'interno |                            |                    |        |       |  |  |  |  |  |